# Billbergia euphemiae
Espèce
Classification phylogénétique
Billbergia euphemiae est une espèce de plantes à fleurs de la famille des Bromeliaceae, endémique du Brésil.

## Distribution
L'espèce est endémique du Brésil et se rencontre notamment dans l'État de Bahia.

## Description
L'espèce est épiphyte.

## Systématique
Le nom correct complet (avec auteur) de ce taxon est Billbergia euphemiae É.Morren.
Billbergia euphemiae a pour synonymes :
- Billbergia euphemiae var. euphemiae
- Billbergia euphemiae var. nudiflora L.B.Sm.
- Billbergia euphemiae var. purpurea M.B.Foster
- Billbergia euphemiae var. saundersioides L.B.Sm.